# Neuropeptid Y
Neuropeptid Y, NPY, är en peptid som används som signalsubstans i centrala och perifera nervsystemet. NPY är associerad med ett flertal fysiologiska processer i kroppen, bland annat energibalans, minne och inlärning, men även epilepsi. Utsöndring av neuropeptid Y verkar hämma nociception, det vill säga upplevelsen av smärta. Inom forskningen har höga nivåer av NPY-syntes och utsöndring visat sig associerade med fetma i ett antal djurmodeller.